# Лапенранта
Лапенранта (фин. Lappeenranta, швед. Villmanstrand) је град у Финској, у југоисточном делу државе. Лапенранта је управно седиште округа Јужна Карелија, где град са окружењем чини истоимену општину Лапенранта.

## Географија
Град Лапенранта се налази у југоисточном делу Финске, близу државне границе са Русијом - 20 км јужно од града. Од главног града државе, Хелсинкија, град је удаљен 230 км источно.
Рељеф: Лапенранта се сместила у унутрашњости Скандинавије, у историјској области Карелија. Подручје града је равничарско до брежуљкасто, а надморска висина се креће око 75 м.
Клима у Лапенранти је оштра континентална на прелазу ка субполарној клими. Стога су зиме оштре и дуге, а лета свежа.
Воде: Лапенранта се развила на обали највећег финског језера Сајма, на његовом југоисточном крају.

## Историја
Краљица Кристина Шведска основала је град Лапенранту 1649. године. Пре тога ту је било старо трговачко место Лапвеси са неколико стотина становника. Зграде су све биле од дрвета и све су касније биле уништене.
Након рата између Шведске и Русије 1741–1743, Лапенранта је постала део руског царства. Године 1812. је, уз друге делове Финске, постала део аутономног Великог Војводства Финске. Почетком 19. века Лапенранта је била мали град, а крајем истог века почела је њена индустријализација – добила је неколико фабрика и железницу.

## Лапенранта данас
Данас је Лапенранта највећи град у југоисточној Финској. Има свој универзитет, на ком студира 5.500 студената. „Каукас“ (фин. Kaukas) је велика фабрика папира, која запошљава око хиљаду људи. Лети много туриста долази у Лапенранту. Од тога много је туриста из оближње Русије. Лапенранта је, такође, позната по својим питама са месом.

## Становништво
Према процени из 2012. године у Лапенранти је живело 54.567 становника, док је број становника општине био 72.625.
| 1980.  | 1990.  | 2000.  | 2012.  |
| ------ | ------ | ------ | ------ |
| 44.445 | 48.000 | 51.891 | 54.567 |

Етнички и језички састав: Лапенранта је одувек била претежно насељена Финцима. Последњих деценија, са јачањем усељавања у Финску, становништво града је постало шароликије. По последњим подацима преовлађују Финци (94,3%), присутни су и у веома малом броју Швеђани (0,2%), док су остало усељеници. Од новијих усељеника посебно су бројни Руси.

## Галерија
- Улица Каупа, главна пешачка улица
- Стара Градска кућа Лапенранте
- Главна протестантска црква у граду
- Православна („Покровска“) црква у граду